# Tramway Français Standard
Tramway Français Standard (TFS) zijn vroege series trams van GEC-Alsthom in Frankrijk.

## TFS1
De eerste versie werd vanaf 1979 ontwikkeld door GEC-Alsthom om als standaardtram voor Frankrijk te dienen. De ontwerpers leverder een zesasser af met een hoge vloer en toegang via trappen. Uiteindelijk bestelde alleen Nantes in totaal 46 stuks. Pas veel later werden deze met een lagevloer-middenbak verlengd. Een type TFS heeft in 1985 ten behoeve van de ontwikkeling van de TFS2 proefgereden in Nantes met de middenconstructie van de toekomstige TFS2 serie.

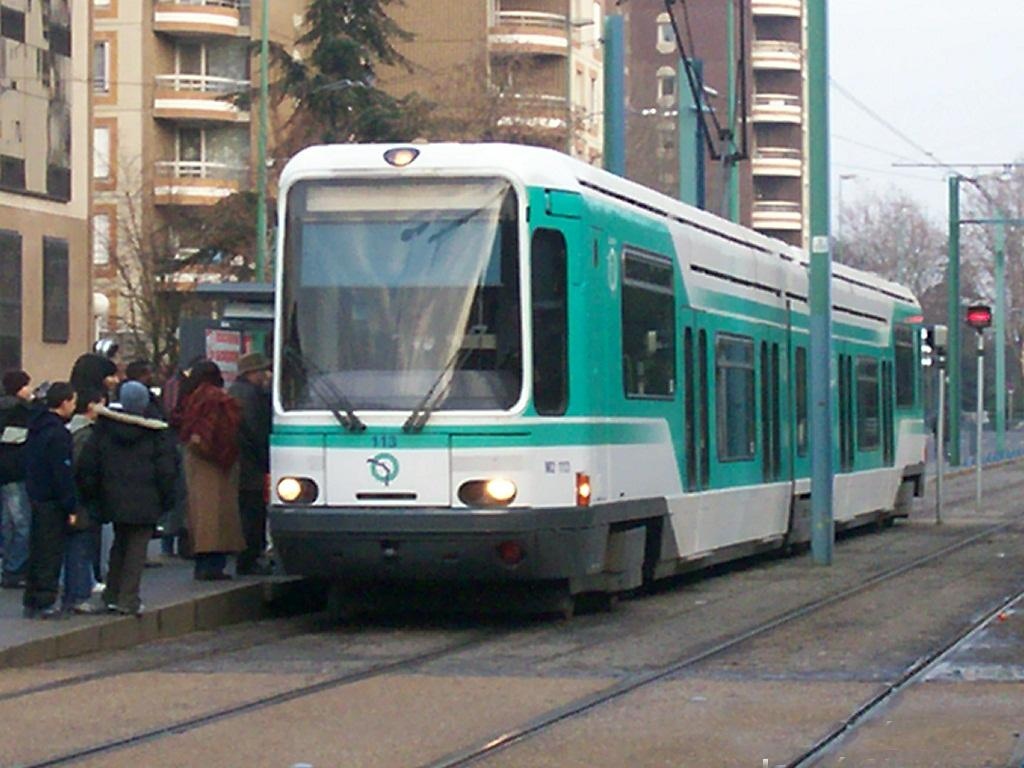
TFS2 in Parijs.

## TFS2
Gedurende de jaren 1980 werd de lagevloertram rap populair en voor andere Franse steden met tramplannen werd een nieuw type ontwikkeld dat wel een lagevloer had.
Deze TFS2 is een driedelige tram. Onder het voorste en achterste deel zit aan de uiteinden een conventioneel draaistel. Onder de korte middenbak zit een wielstel dat niet of nauwelijks kan bewegen. Tussen de twee draaistellen bevindt zich de lage vloer (34,5 centimeter boven spoorstaaf) en boven de draaistellen is de vloer 87,5 centimeter hoog. De TFS is 29,4 meter lang en 2,30 meter breed. Het voertuig kan 178 reizigers vervoeren, waarvan er 52 tot 54 kunnen zitten. Kenmerkend aan dit tramtype zijn de zeer grote ramen.
Grenoble was in 1987 de eerste stad die de TFS aanschafte (53 stuks). Later volgen Parijs (35 stuks) en Rouen (28 stuks). 

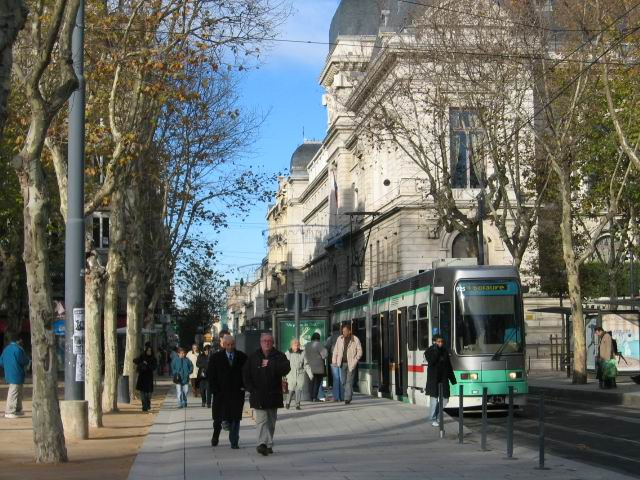
TFS in Saint-Étienne

## Saint-Étienne
GEC-Alsthom bouwde samen met het Zwitserse Vevey Technologies 35 TFS'en voor het metersporige tramnet van Saint-Étienne. De basis vormde de trams voor Genève en Bern die Vevey eind jaren 1980 leverde.
De versie van Saint-Étienne bestaat niet uit drie, maar twee delen. Het middelste wielstel is vervangen door een minidraaistel dat onder de voorste wagenbak is geplaatst. Verder is deze versie slechts 2,10 meter breed en 23,24 meter lang. Het is een eenrichtingtram die bij aflevering voorzien was van een trolleystang (in 1998 vervangen door een pantograaf).